# Moravanska Venera
Moravanska Venera (slovački: Moravianska venuša) mala je pretpovijesna figurica žene otkrivena u Slovačkoj početkom 20. stoljeća.

## Pronalazak i karakteristike
Figuru je 1930. godine pronašao poljoprivrednik Štefan Hulman-Petrech u blizini sela Moravany nad Váhom u Slovačkoj dok je orao polje.
Moravanska Venera izrađena je od bjelokosti mamutove kljove i datirana je 22 800 godina prije Krista, što je kronološki smješta u gravettiensku kulturu mlađega paleolitika. Kopija ove Venere trenutno se nalazi u izložbi Bratislavskog dvorca Slovačkoga nacionalnog muzeja.